# Gerald Lloyd-Verney
Gerald Lloyd-Verney, britanski general, * 10. julij 1900, † 3. april 1957.